# Charlton (Wiltshire)
Pour les articles homonymes, voir Charlton.
Charlton est une paroisse civile et un village du Wiltshire, en Angleterre.